# Assedio di Azekah
L’assedio di Azekah fu una battaglia tra l'Assiria ed il Regno di Giuda nel 701 a.C. Precedette il ben documentato assedio di Lachish ed è pertanto il primo scontro conosciuto tra i due regni durante la Campagna levantina di Sennacherib.

## Antefatto
Diversi regni del Levante cessarono di pagare le tasse al re assiro Sennacherib (705-681 a.C.) al principio del suo regno. Per vendicarsi, il sovrano avviò una campagna per sottomettere i ribelli, tra cui il Regno di Giuda. Dopo aver sconfitto i ribelli di Ekron in Filistea, Sennacharib mosse contro Giuda e, sulla strada per Gerusalemme, attaccò Azekah.

## Campo di battaglia

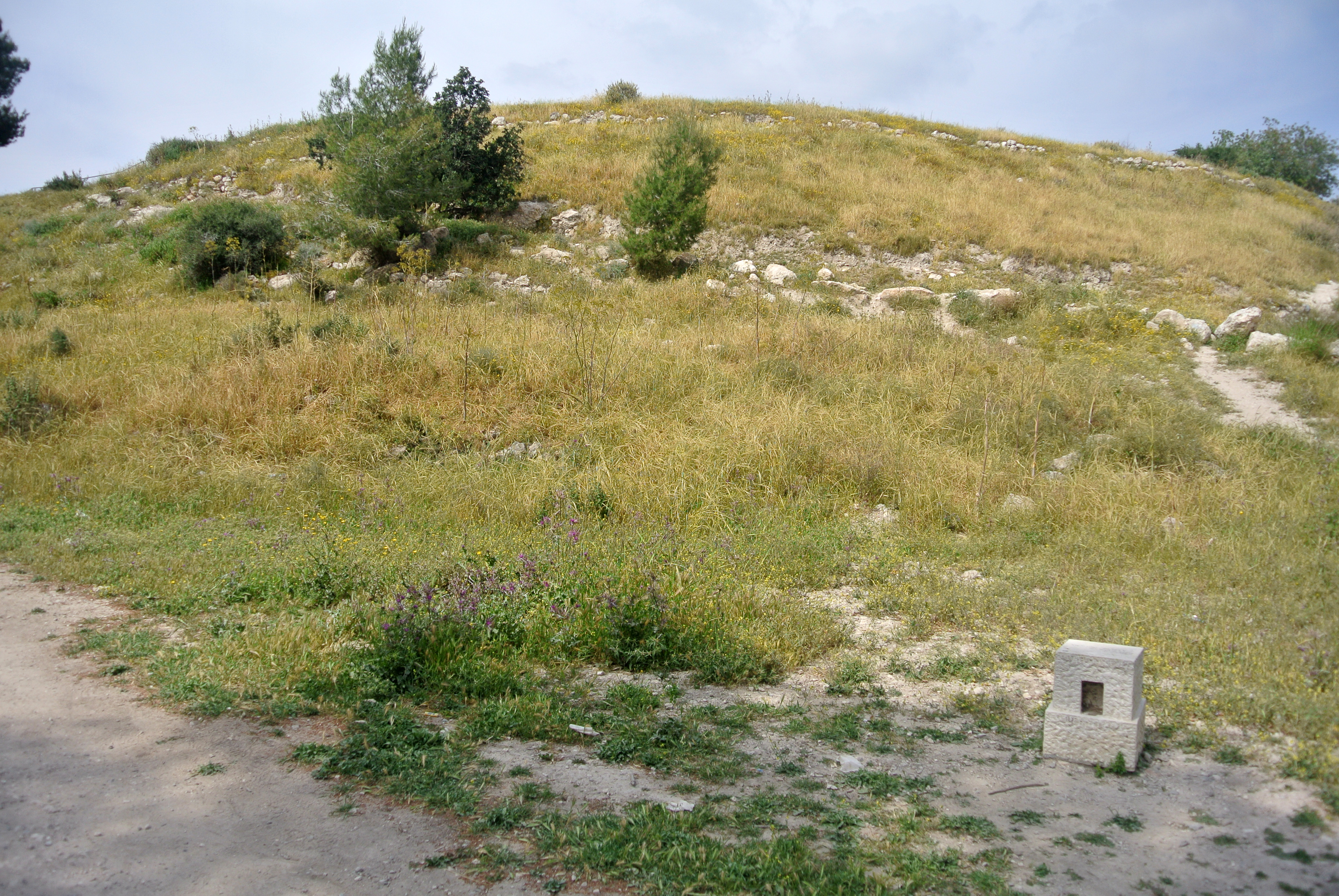
La collina ove sorgeva la città di Azekah

Azekah era un insediamento fortificato situato su una collina, tipico delle importanti città ebraiche dell'epoca.

## Forze in campo

### Esercito assiro
L'esercito assiro era la forza militare più efficiente del tempo. Era diviso in tre diverse forze:
- Fanteria, che includeva sia truppe da combattimento ravvicinato che usavano lance sia arcieri. C'erano anche mercenari assoldati che lanciavano pietre (frombolieri). La fanteria era altamente addestrata e lavorava a fianco degli ingegneri militari durante gli assedi.
- Cavalleria; La cavalleria assira era tra le migliori del Vicino Oriente antico e comprendeva sia unità di cavalleria da combattimento ravvicinato con lance sia arcieri a cavallo, che potevano entrambi usare l'agilità dei cavalli insieme agli attacchi a lungo raggio.
- Carri da guerra usati tanto negli assedi quanto negli scontri di terra regolari.

### Esercito della Giudea
La forza militare della Giudea era insignificante rispetto all'esercito assiro professionale e massiccio e comprendeva principalmente milizie e mercenari locali. C'erano a malapena cavalieri e carri nell'esercito della Giudea che includevano principalmente fanteria, sia per il combattimento ravvicinato (lancieri) sia per il combattimento a lungo raggio (arcieri), erano anche significativamente meno organizzati.

## La battaglia
La battaglia è raffigurata nell'iscrizione di Azekah, in cui Sennacherib menziona alcuni dettagli sulla battaglia. Egli afferma di aver utilizzato gli arieti per abbattere le mura, seguito da combattimenti ravvicinati tra la fanteria delle parti opposte. In seguito, Sennacherib ordinò alla sua cavalleria di caricare nella città, portando molti dei difensori alla rotta .
Sennacherib poi saccheggiò e rase al suolo la città.

## Conseguenze
Dopo la distruzione e il saccheggio di Azekah, Sennacherib proseguì nell'invasione della Giudea, ponendo l'assedio alla città di Lachis.